# Bačka Palanka
Bačka Palanka (serbio cirílico: Бачка Паланка, pronunciado [bâːtʃkaː pǎlaːnka]) es una ciudad y municipio situados en la provincia autónoma de Voivodina, en Serbia. Se encuentra junto a la margen izquierda del Danubio. Al igual que la capital de la provincia, Novi Sad, pertenece al Distrito de Bačka del Sur, en la frontera con Croacia.
Mencionada por primera vez en el siglo XV, tanto la ciudad como el municipio cuentan con importantes minorías étnicas entre sus habitantes. En 2011, la ciudad tenía una población total de 27 924 habitantes, mientras que el municipio de Bačka Palanka era habitado por 55 361 personas.

## Etimología
En serbio, la ciudad es conocida como Бачка Паланка o Bačka Palanka, en húngaro como Bácspalánka, en alemán Plankenburg y en turco como Küçük Hisar.
Su nombre significa "una ciudad en Bačka" en serbio. La palabra "palanka" procede del idioma turco y significa "ciudad", y fue adoptada por los serbios, utilizándose en el idioma serbio moderno. Antiguos nombres de la ciudad fueron Palanka (Паланка), Stara Palanka (Стара Паланка), Nova Palanka (Нова Паланка) y Nemačka Palanka (Немачка Паланка).

## Historia
Desde el siglo XI, la zona fue poblada por los húngaros y los serbios. Bačka Palanka es mencionada por primera vez como un asentamiento en 1486, como un suburbio de Ilok llamado Iločka. Hasta el siglo XVI, esta área fue administrada por el Reino de Hungría.
A principios del siglo XVI, el pueblo pertenecía al terrateniente Lorenzo Újlaki, un noble de Sirmia. Fue destruida por los otomanos después de la batalla de Mohács en 1526, y posteriormente reconstruida como una pequeña fortaleza otomana llamada Palanka. Durante el gobierno otomano (siglos XVI-XVII), Palanka fue poblada en su mayoría por personas de etnia serbia.
En 1687 Palanka fue incluida en la monarquía de los Habsburgo y un mayor número de serbios ortodoxos se establecieron en ella. Fue mencionada como un pequeño pueblo con 167 casas, todos ellas de serbios en el censo húngaro de 1720. Más tarde, alemanes, eslovacos y húngaros fueron trasladándose a la ciudad.

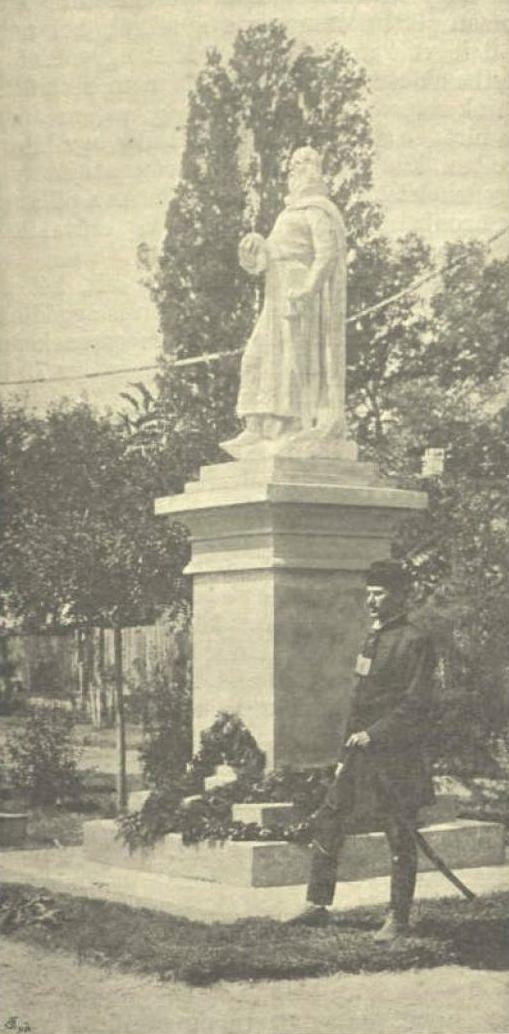
Estatua del rey Esteban II de Hungría en Bačka Palanka en 1897.

Formó parte de la Frontera Militar Habsburgo con el Imperio otomano desde 1702 hasta 1744. Nova Palanka (Nueva Palanka) fue fundada entre 1765 y 1770, a 2 km de distancia de la original Palanka (que entonces se conocía como Stara Palanka o Antigua Palanka) y Nemačka Palanka (Palanka alemana) fue fundada por alemanes del Danubio en 1783. Esas tres ciudades se convertirán en una sola ciudad, Bačka Palanka, en el siglo XX.
El desarrollo industrial de Palanka comenzó en 1765, cuando se construyó una fábrica de ladrillos. La primera oficina de correos se abrió en 1828, y en 1886, la primera escuela pública. En 1894, se instaló la línea de ferrocarril entre Palanka y Feketić.
En la segunda mitad del siglo XIX, la población alemana superó en número a los serbios. Según el censo de 1910, la población de Stara Palanka estaba en su mayoría compuesta por serbios, mientras que las poblaciones de Nova Palanka y Palanka Nemačka eran en su mayoría alemanas.
La ciudad estuvo bajo la administración de los Habsburgo hasta 1918, cuando al final de la Primera Guerra Mundial se convirtió en parte del Reino de los Serbios, Croatas y Eslovenos (posteriormente renombrado a Yugoslavia). Durante la Segunda Guerra Mundial (1941-1944), permaneció bajo ocupación del Eje. En 1944, una parte de sus ciudadanos, los alemanes étnicos, partió de la ciudad junto con el ejército alemán derrotado. Además, las nuevas autoridades comunistas internaron en campos de trabajo a muchos de los Donauschwaben que se quedaron en la región. Posteriormente parte de la población alemana dejó Yugoslavia debido a razones económicas.
Durante la década de 1990, cerca de 5000 refugiados de Croacia y Bosnia se establecieron en Bačka Palanka como desplazados de las guerras yugoslavas. Durante el bombardeo de la OTAN sobre Yugoslavia de 1999, la ciudad fue bombardeada en dos ocasiones, los días 2 y 27 de abril, concentrándose los ataques en el puente principal sobre el Danubio, que sufrió importantes daños.
En 2002, Bačka Palanka entró en el Libro Guinness de los Récords cuando se cocinaron 4 toneladas de pescado junto al lago Bager.

## Administración

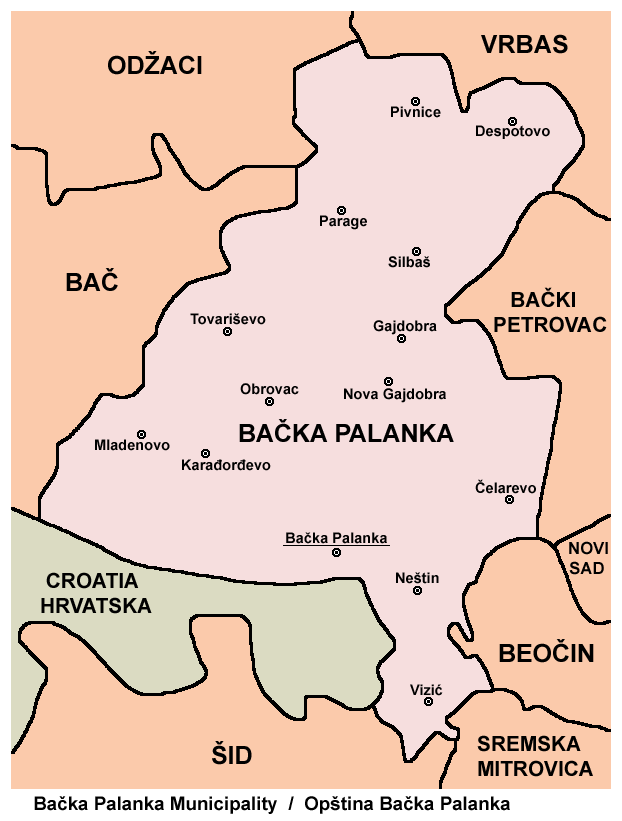
Mapa del municipio, con los núcleos de población que lo componen.

El municipio de incluye, además de la ciudad principal, los siguientes núcleos de población: Gajdobra, Despotovo, Karađorđevo, Mladenovo, Nova Gajdobra, Obrovac, Parage, Pivnice, Silbaš, Tovariševo, Čelarevo, Neštin y Vizić.

## Etnias
Según el censo de 2002, la población del municipio estaba compuesta por las siguientes etnias:
- Serbios = 47,916 (78.59 %)
- Eslovacos = 5,837 (9.57 %)
- Húngaros = 1,490 (2.44 %)
- Yugoslavos = 1,041 (1.7 %)
- Croatas = 982 (1.61 %)
- Romaníes = 841 (1.37 %)
- Otros

## Economía

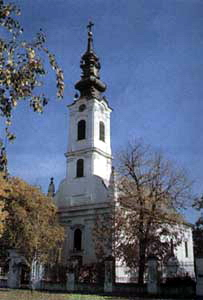
Iglesia ortodoxa en honor a San Juan Bautista en Bačka Palanka.

La industria de Bačka Palanka comenzó a desarrollarse en el siglo XVIII. La fábrica de ladrillos fue inaugurada en 1765, y un almacén de tabaco se abrió un año después. En 1974 se inauguró el Puente de la Juventud, construido para conectar la ciudad con la vecina Ilok, en Croacia. Bačka Palanka es uno de los diez municipios más desarrollados de Voivodina, siendo un importante centro agrícola e industrial. Las principales industrias pertenecen a los campos de la alimentación, metalurgia, textil, electrónica y maquinaria industrial.

## Ciudadanos ilustres
- Franz Eisenhut (1857-1903), pintor realista de origen étnico alemán.
- Mihalj Kertes, director de la Oficina Federal de Aduanas de la República Federal de Yugoslavia, un estrecho colaborador y hombre de confianza de Slobodan Milošević.
- Kálmán Konrád (1896-1980), uno de los mejores jugadores de la selección de fútbol de Hungría en la década de 1910.
- Milan Kurepa (1933-2000), un renombrado físico atómico serbio.
- Milan Mačvan, futbolista serbio.
- Dragan Sudžum, jugador de balonmano serbio.
- Žarko Šešum, jugador serbio de balonmano.
- Dragan Zorić, canoísta serbio, campeón del mundo en 2006.
- Marko Vujin, jugador de balonmano serbio.

## Ciudades hermanadas
- Otradni, Rusia.
- Kalush, Ucrania.